# Magdalemitra gilesorum
Magdalemitra gilesorum is een slakkensoort uit de familie van de Volutomitridae. De wetenschappelijke naam van de soort is voor het eerst geldig gepubliceerd in 1974 door Kilburn.